# Universitat de Ciències de la Salut (Antigua)
La Universitat de Ciències de la Salut d'Antigua és una escola mèdica privada situada a Dowhill, a prop de Falmouth, a l'Illa d'Antigua, al Carib. Ofereix el grau en Medicina. S'inaugurà el 1982 i les classes van començar el 1983. El campus de Dowhill està situat a 19 km de la ciutat capital de Saint John's (Antigua i Barbuda). El centre educatiu ocupa 200.000 m2 de la zona del Parc Nacional Històrica anomenat de Port Anglès.
El programa de doctorat en medicina que ofereix aquesta escola consta de quatre anys, amb pràctiques en clíniques dels Estats Units, Puerto Rico, el Regne Unit, i Xina.
El Govern d'Antigua i Barbuda reconeix aquests ensenyaments. Per aquest fet el centre forma part del directori Faimer d'Educació Mèdica Internacional, així com el directori de medicina Avicenna. Alguns estats americans com Califòrnia, Indiana, Kansas i Dakota del Nord no reconeixen aquests ensenyaments.